# Depresión Litoral
De Depresión Litoral (Spaans) of de Depressió Litoral (Catalaans) is een depressie in de Spaanse regio Catalonië, gelegen tussen de Middellandse Zeekust en het Cordillera Litoral. In deze depressie bevinden zich grote delen van de comarca's Barcelonès en Maresme.